# NGC 2812
 NGC 2812 là một thiên hà hình hạt đậu trong chòm sao Cự Giải. Nó được phát hiện bởi Albert Marth vào ngày 17 tháng 2 năm 1865.